# Usza
Usza est une localité polonaise de la gmina de Ruja, située dans le powiat de Legnica en voïvodie de Basse-Silésie.